# Prix Nicolas-Born
Le prix Nicolas-Born (Nicolas-Born-Preis) est un prix littéraire attribué par le Land de Basse-Saxe.
Il est décerné depuis 2000 en l'honneur de l'écrivain Nicolas Born et honore des auteurs de langue allemande aussi bien d'Allemagne, d'Autriche que de Suisse. Le prix est décerné par le ministère des Sciences et de la Culture de Basse-Saxe.

## Bourses d'artistes et prix d'art de l'État de Basse-Saxe pour la littérature depuis 1979
- 1979 : Hans-Joachim Haecker, Greta Schoon, Hansjürgen Weidlich
- 1980 : Sigrid Brunk, Heinrich Schmidt-Barrien, Hannelies Taschau, Guntram Vesper, Traute Brüggebors, Günter Müller, Johann P. Tammen
- 1981 : Hannsferdinand Döbler, Gerlind Reinshagen, Rudolf Otto Wiemer, Konstanze Radziwill, Alban Nikolai Herbst, Ronald Schernikau
- 1982 : Hugo Dittberner, Erna Donat, Kurt Morawietz, Wolfgang Bittner, Achim Bröger
- 1983 : Oswald Andrae, Hans-Jürgen Fröhlich, Heinrich Goertz, Wolfgang Eschker, Manfred Hausin
- 1984 : Georg Oswald Cott, Erich Loest, Adam Seide, Heinz Kattner (de)
- 1985 : Friedrich-Wilhelm Korff, Dieter P. Meier-Lenz, Klaus Stadtmüller, Sybil Wagener
- 1986 : Chris Bezzel, Uwe Friesel, Holdger Platta, Karsten Sturm
- 1987 : Gudula Budke, Anne Duden, Rolf Bier, Herbert Günther
- 1988 : Jörn Ebeling, Johann P. Tammen, Angela Hoffmann, Hans Pleschinski
- 1989 : Klaus Modick, Paul Narwal, Wolfgang Rischer, Birgit Kempker
- 1990 : Hans Georg Bulla, Wolfgang Hegewald, Werner Kraft, Volkhard App
- 1991 : Burckhard Garbe, Manfred Hausin, Heinz Kattner (de), Livius Pundsack
- 1992 : Jutta Sauer, Holger Schwenke, Oskar Ansull, Lutz Flörke
- 1993 : Achim Bröger, Klaus Stadtmüller, Achim Amme
- 1994 : non attribué
- 1995 : Hannelies Taschau
- 1996 : Johann P. Tammen
- 1997 : Gerlind Reinshagen
- 1998 : Christian Geissler
- 1999 : Anne Duden

## Lauréats depuis 2000

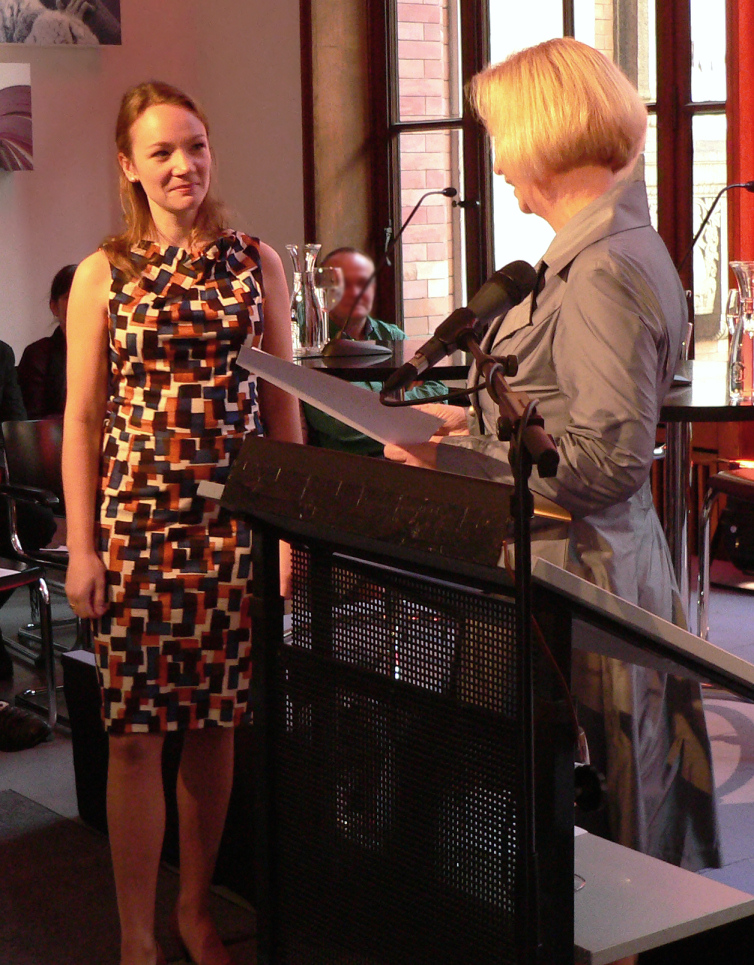
Remise du prix 2011 à Sabrina Janesch.

- 2000 : Adam Seide, prix d'encouragement : Henning Ahrens et Jan Peter Bremer
- 2001 : Jan Philipp Reemtsma, prix d'encouragement : Frank Schulz et Kirsten John
- 2002 : Walter Kempowski, prix d'encouragement : Matthias Jendis
- 2003 : Peter Rühmkorf, prix d'encouragement : Mariana Leky
- 2004 : Felicitas Hoppe, prix d'encouragement : Franziska Gerstenberg
- 2005 : Klaus Modick, prix d'encouragement : Jörg W. Gronius
- 2006 : John von Düffel (de), prix d'encouragement : Paul Brodowsky
- 2007 : Hanns-Josef Ortheil, prix d'encouragement : Rabea Edel
- 2008 : Hans Pleschinski, prix d'encouragement : Finn-Ole Heinrich
- 2009 : Henning Ahrens (de), prix d'encouragement : Thomas Klupp
- 2010 : Gerd-Peter Eigner (de), prix d'encouragement : Leif Randt
- 2011 : Peter Waterhouse, prix d'encouragement : Sabrina Janesch
- 2012 : Jan Peter Bremer (de), prix d'encouragement : Jan Brandt
- 2013 : Gerhard Henschel, prix d'encouragement : Florian Kessler
- 2014 : Aucun prix attribué en raison de la réorientation
- 2015 : Lukas Bärfuss[1], prix du début Daniela Krien[2]
- 2016 : Ulrike Draesner, prix du début Joachim Meyerhoff (de)[3]
- 2017 : Franzobel, prix du début Julia Wolf[4],[5]
- 2018 : Christoph Ransmayr, prix du début Lisa Kreißler (de)[6]
- 2020 : Judith Schalansky ; prix du début : Thilo Krause (de)[7]